# USS Casimir Pulaski (SSBN-633)
Pour les autres navires du même nom, voir USS Pulaski.
L’USS Casimir Pulaski (SSBN-633) est un sous-marin nucléaire lanceur d’engins de la classe James Madison de l’United States Navy. Il a été en service de 1964 à 1994. Il porte le nom de Casimir Pulaski, un célèbre officier de la guerre d'indépendance américaine d'origine polonaise, septième Citoyen d'honneur des États-Unis.

## Construction
Le contrat de construction du Casimir Pulaski fut accordé au chantier naval de Groton au Connecticut le 20 juillet 1961 avant que sa quille soit posée le 12 janvier 1963. Il fut lancé le 1er février 1964 et placé dans le service actif le 14 août 1964 sous le commandement du commander Robert L. J. Long pour l'équipage bleu et le commander Thomas B. Brittain, Jr. pour l'équipage or (équipage rouge dans la Marine nationale).

## Carrière
Le Casimir Pulaski faisait partie des 41 for Freedom
Le 1er mai 1989, le bâtiment a participé l'exercice Lantcoop 1-89 faisant notamment intervenir des forces spéciales.

## Recyclage
Après son dernier voyage sous le commandement du commander Kenneth W. Wrona, le Casimir Pulaski fut retiré du service le 7 mars 1994 et rayé le même jour des registres de la marine. Il participa alors au programme de recyclage des sous-marins nucléaires basé à Bremerton, dans l’état de Washington, recyclage qui se termina le 21 octobre 1994.